# 十一號普萊森特格羅夫鎮區 (北卡羅萊納州阿拉曼斯縣)
十一號普萊森特格羅夫鎮區（英語：Township 11, Pleasant Grove）是位於美國北卡羅萊納州阿拉曼斯縣的一個鎮區。

## 地方資料
十一號普萊森特格羅夫鎮區的面積為112.92平方千米，皆為陸地。根據2020年美國人口普查的數據，當地共有人口4904人，而人口密度為每平方千米43.43人。